# Каарапо
Каарапо (порт. Caarapó) — муниципалитет в Бразилии, входит в штат Мату-Гросу-ду-Сул. Составная часть мезорегиона Юго-запад штата Мату-Гроссу-ду-Сул. Входит в экономико-статистический микрорегион Дорадус. Население составляет 19 386 человек на 2006 год. Занимает площадь 2089,706 км². Плотность населения — 9,3 чел./км².
Праздник города —  20 декабря.

## История
Город основан 20 декабря 1958 года. 

## Статистика
- Валовой внутренний продукт на 2003 год составляет 229 654 039,00 реалов (данные: Бразильский институт географии и статистики).
- Валовой внутренний продукт на душу населения на 2003 год составляет 11 487,87 реалов (данные: Бразильский институт географии и статистики).
- Индекс развития человеческого потенциала на 2000 год составляет 0,715 (данные: Программа развития ООН).